# Aleksander Gieysztor
Aleksander Gieysztor (17. červenec 1916, Moskva, Ruské impérium – 9. únor 1999, Varšava, Polsko) byl polský medievalista.

## Život
Aleksander Gieysztor se narodil v polské rodině v Moskvě a od svých pěti let žil ve Varšavě. V roce 1937 promoval z historie na Varšavské univerzitě. Jeho manželkou je historička Irena Gieysztorowa. Cena Aleksandera Gieysztora Kronenberské nadace a Humanitní akademie Aleksandera Gieysztora jsou pojmenovány po něm.

## Ocenění
- 1994: Řád bílé orlice[1]
- 1993: Komtur Řádu Polonia Restituta[2]

### V češtině
- Mytologie Slovanů. Překlad Hana Komárková. Praha: Argo, 2020. 408 s. (Historické myšlení; sv. 85). ISBN 978-80-257-3218-2.